# DeWalt

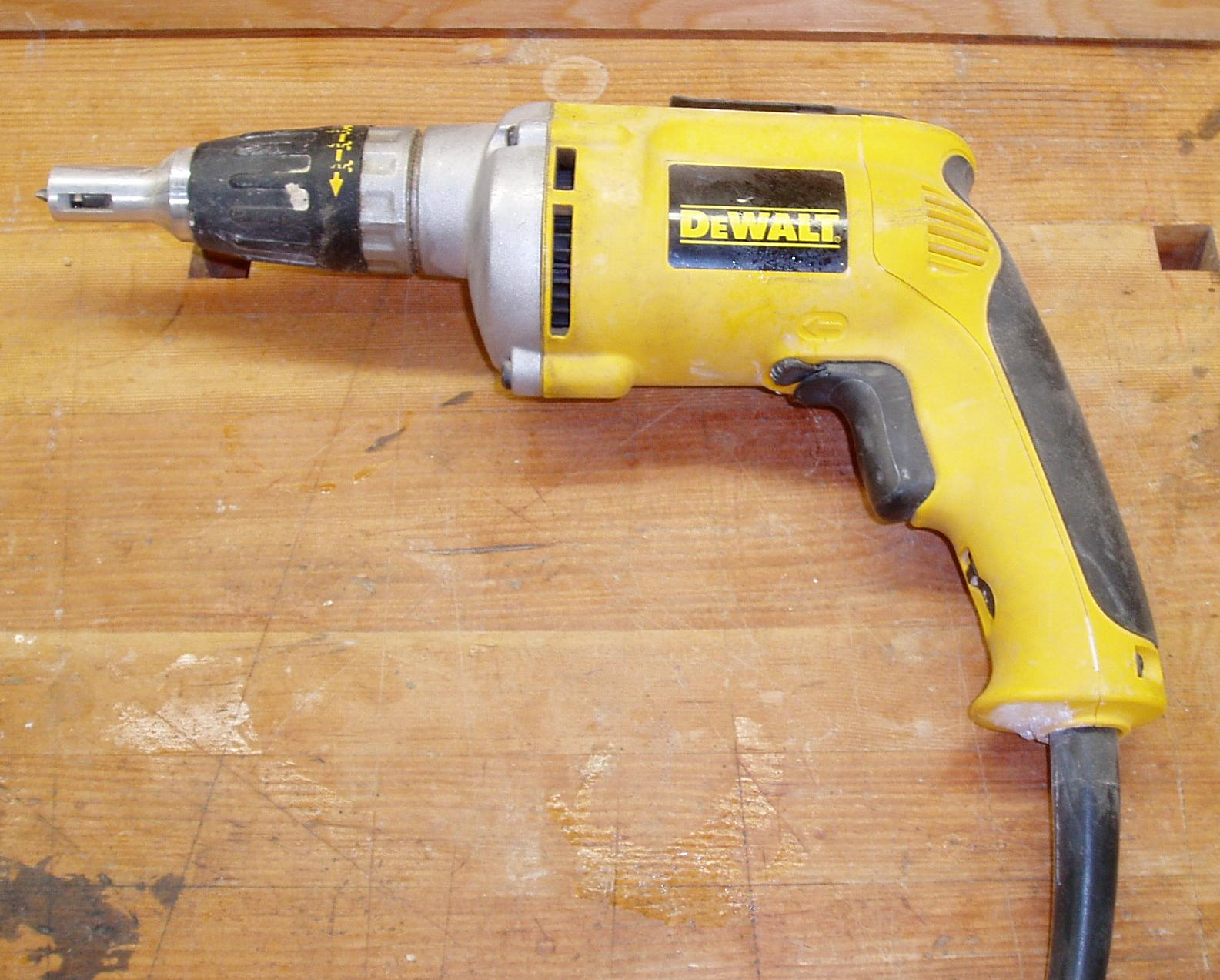

DeWalt är varumärke för motorhandverktyg, grundat 1924 och sedan 1960 dotterbolag inom Black & Decker. DeWalt's sortiment bestod från början av bärbara träbearbetningsmaskiner för hobby och hantverk såsom rikt- och planhyvlar, radialarmsågar, bandsågar mm. Omkring 1983 köpte Black&Decker en tysk tillverkare av bärbara elverktyg, ELU. ELU:s sortimentet utvidgades med elverktyg som tidigare sålts under namnet Black&Decker Professional samt flera nyutvecklade maskiner. För att kunna sälja detta sortiment i USA där namnet ELU var okänt bytte man namn till DeWalt och lanserade varumärket i en kraftfull marknadsföringskampanj.    DeWalt specialiserar sig på verktyg för professionella användare.

## Racing
1999 till 2009 sponsrade DeWalt NASCAR föraren Matt Kenseth. Inom denna tidsperioden vann Kenseth 18 race.